# Thomas Eschaus
Thomas Eschaus, auch Eshaus, Eschhausen, Esch u. a. (* um 1445 in Recklinghausen; † vor 19. August 1535 in Wittenberg) war ein deutscher Mediziner.

## Leben
Eschaus immatrikulierte sich am 28. November 1491 an der Universität Köln. Nach seinen Studien ging er 1502 als Notar an die Universität Wittenberg, wo er im Wintersemester 1504 Baccalaureus des römischen Rechts wurde. Er konzentrierte sich allerdings mehr auf medizinische Studien und erwarb an der dortigen medizinischen Fakultät im selben Semester den Grad eines Baccalaureus der Medizin. So in den Senat der medizinischen Fakultät gelangt, hielt er Vorlesungen. Im Anschluss erwarb er das Lizentiat und promovierte am 13. September 1518 zum Doktor der Medizin. 
Im Sommersemester 1519 und 1528 und in den Wintersemestern 1520, 1521, 1523 sowie 1525 war er Dekan der medizinischen Fakultät, im Sommersemester 1521 Vizedekan. Nach dem Zeugnis Martin Luthers war Eschaus noch im Alter der tüchtigste Arzt Wittenbergs und auch als Lehrer der Medizin geschätzt. Wenn er sich auch sein Leben lang auf private Vorlesungen beschränken musste, konnte er dennoch im Sommersemester 1523 das Rektorat der Wittenberger Akademie verwalten. 
Luther versuchte erfolglos, sich für seinen Freund Eschaus zu verwenden, dass er einen medizinischen Lehrstuhl erhielt. Zudem verschlechterten Eschaus knappe finanzielle Verhältnisse und eine vor 1525 eingesetzte Krankheit seine Lage. Vom Kurfürsten Johann erhielt er ein Gnadengehalt in Höhe von 30 Gulden jährlich. Nach seinem Tod zwischen April und August 1535 sollte dieser Betrag den beiden Professoren für Medizin zufallen.
Aus seiner Ehe mit Gertrud N., die noch 1539 nachweisbar ist, ist eine Tochter Margarethe bekannt. 